# Bořetín (kraj południowoczeski)
Bořetín – wieś i gmina w Czechach, w powiecie Jindřichův Hradec, w kraju południowoczeskim.
1 stycznia 2017 gminę zamieszkiwały 103 osoby, a ich średni wiek wynosił 37,5 roku.